# Isole Aitcho
Le isole Aitcho (in inglese Aitcho Islands, dalla pronuncia delle lettere H.O., iniziali di Hydrographic Office) sono un gruppo di isole minori antartiche localizzate  nell'arcipelago delle Shetland meridionali tra l'isola Greenwich e l'isola Robert (parte nord dell'English Strait). Le isole sono state mappate nel 1935 durante un'esplorazione oceanografica effettuata dal Discovery Committee per conto dell'Ammiragliato britannico. La sovranità è sospesa ai sensi del trattato antartico.

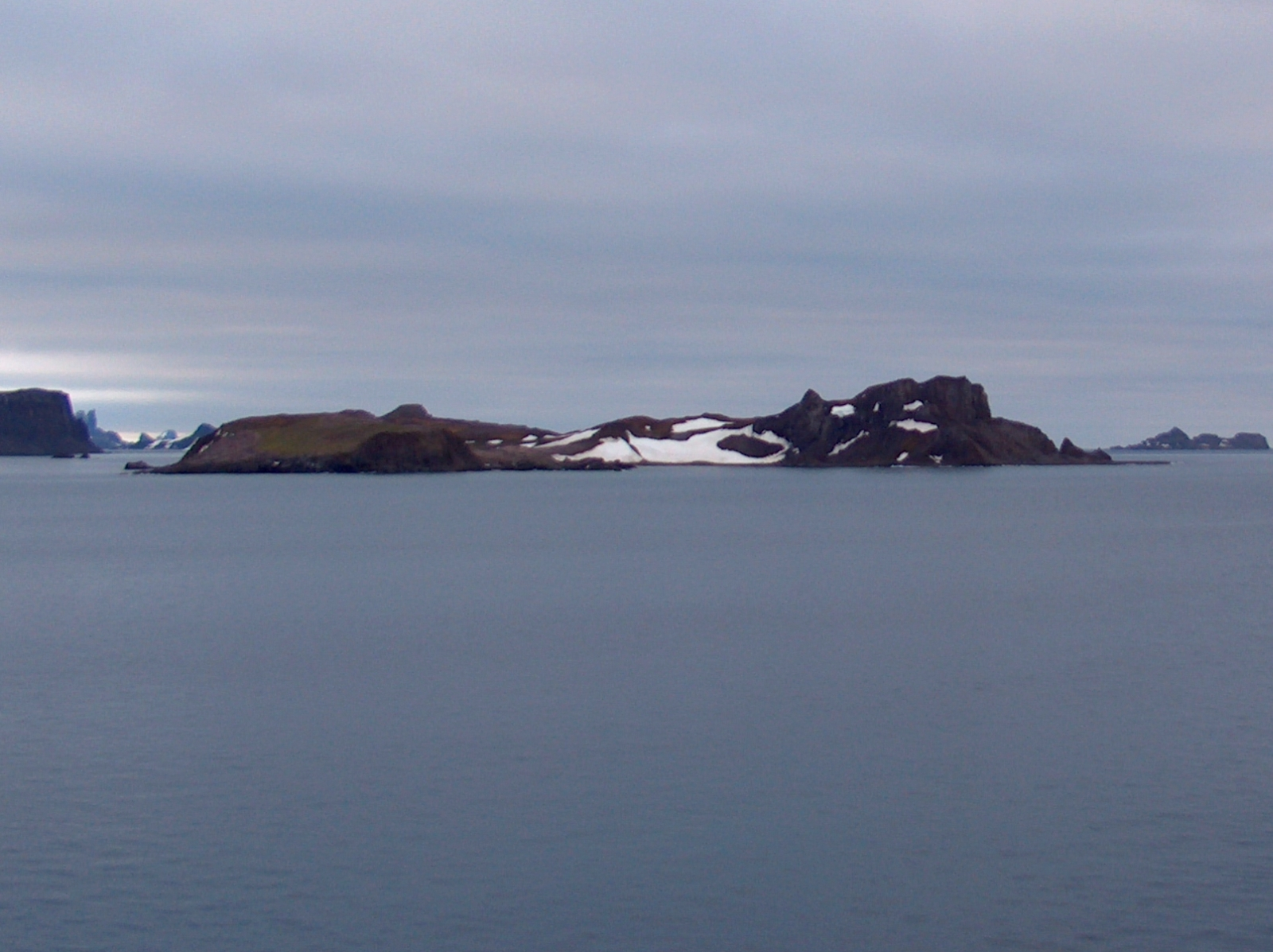
Isola Barrientos

La maggior parte dei nomi delle isole Aitcho sono stati attribuiti durante le spedizioni antartiche cilene tra gli anni 1949 e 1951. I principali territori sono:
- Isola Barrientos
- Isola Emeline
- Isola Jorge
- Isola Cecilia, chiamata Isla Torre dai cileni
- Isola Sierra
- Scoglio Passage
- Scoglio Morris

Durante l'estate australe le isole sono sovente meta delle navi da crociera per consentire ai turisti di ammirare la fauna antartica.

### Cartografia
- L.L. Ivanov. Antarctica: Livingston Island and Greenwich, Robert, Snow and Smith Islands. Scale 1:120000 topographic map.  Troyan: Manfred Wörner Foundation, 2009.  ISBN 978-954-92032-6-4